# 沙泰勒羅的艾諾
沙泰勒羅的艾諾，也稱（拉羅什富科的艾諾)，阿基坦公爵夫人(西元1103年生於沙泰勒羅, 西元1130年５月死於塔勒蒙)，是當代最有權力的女人──阿基坦的艾莉諾的母親。
艾諾是沙泰勒羅子爵艾梅里一世 和他的妻子利爾布沙爾的丹澤羅莎的女兒。
她的母亲被她未来的公公──阿基坦的威廉九世自願「绑架」，並成為他的情婦，直到1127年威廉九世去世。
艾諾于1121年与他母親情夫的兒子，阿基坦的威廉十世 （ 英语 ：William X of Aquitaine） 结婚， 並和他育有三子： 
- 阿基坦公爵夫人阿基坦的埃莉诺，路易七世和 英王亨利二世的妻子
- 阿基坦的佩特羅妮拉，韋爾曼多伊斯伯爵拉夫一世（英語：Raoul I, Count of Vermandois）的妻子。
- 威廉艾格雷 (四歲時與其母親死於吉倫特省塔勒蒙)